# Giro d’Italia 2025/18. Etappe
Die 18. Etappe des Giro d’Italia 2025 findet am 29. Mai 2025 statt. Sie führt die 108. Austragung des italienischen Etappenrennens aus den Alpen heraus in die Po-Ebene. Der Start erfolgt in Morbegno, ehe das Ziel in Cesano Maderno nach 144 großteils flachen Kilometern erreicht wird. Nach der Etappe werden die Fahrer insgesamt 2929,3 Kilometer zurückgelegt haben, was 85,07 % der Gesamtdistanz entspricht. Die Organisatoren der Rundfahrt bewerteten die Schwierigkeit der Etappe mit zwei von fünf Sternen.

## Streckenverlauf
Der neutralisierte Start erfolgt in Morbegno auf der Via Giuseppe Garibaldi. Die ersten Kilometer führen zunächst ins Zentrum des Startorts, ehe es vorbei an der Chiesa di San Giovanni Battista auf die Via Forestale geht. Nach der Überquerung des Adda wird das Rennen nach 4 Kilometern auf der SP4 kurz vor Traona freigegeben.
Nach dem offiziellen Start führt die Strecke durch das Veltlin in Richtung Westen, ehe die Fahrer das Nordufer des Comer Sees erreichen. Über Dervio und Bellano geht es im Anschluss bergauf nach Parlasco (660 m), wo nach 37,7 Kilometern eine Bergwertung der 2. Kategorie abgenommen wird. Nach einer kurzen Abfahrt befinden sich die Fahrer nun auf einem Plateau, dass von Cortenova über Primaluna auf den Colle Balisio (725 m) führt, wo bei Kilometer 54,5 eine Bergwertung der 3. Kategorie abgenommen wird. Davor erfolgt in Primaluna nach 45,4 Kilometern der erste Zwischensprint. Über Ballabio geht es schließlich bergab nach Lecco, ehe die Straße bei Pescate erneut zu steigen beginnt und über Galbiate in die kleine Ortschaft Ravellino (598 m) führt. Hier wird nach 78 Kilometern eine Bergwertung der 3. Kategorie abgenommen, bevor zunächst der zweite Zwischensprint bei Kilometer 72,1 in Galbiate erfolgt. Nachdem die letzte Bergwertung des Tages etwa zur Hälfte der Renndistanz absolviert wurde, geht es auf hügligem Terrain über Santa Maria Hoè nach Sirtori, wo 56,9 Kilometer vor dem Ziel der Red Bull-Kilometer ausgefahren wird. Die verbliebenen Kilometer führen danach über Lesmo, Seregno nach Cesano Maderno, wo 25 Kilometer vor dem Ziel der finale Rundkurs erreicht wird. Dieser ist 12,5 Kilometer lang und umfasst zahlreiche Kurven in dicht besiedeltem Gebiet. Der Zielstrich befindet sich auf der Corso Roma am Ende einer rund 600 Meter langen Geraden, die eine leichte Linkskurve beinhaltet.
|                            | Ort                               | Kilometer | Länge (km) | Höhe (m) | Ø Steigung | max. Steigung |
| -------------------------- | --------------------------------- | --------- | ---------- | -------- | ---------- | ------------- |
| neutralisierter Start      | Morbegno (Via Giuseppe Garibaldi) | −4        |            |          |            |               |
| offizieller Start          | Traona (SP4)                      | 0         |            |          |            |               |
| Bergwertung (2. Kategorie) | Parlasco                          | 37,7      | 7,6        | 660      | 6,2 %      | 11 %          |
| Zwischensprint             | Primaluna                         | 45,4      |            |          |            |               |
| Bergwertung (3. Kategorie) | Colle Balisio                     | 54,5      | 4,4        | 725      | 3,4 %      | unbekannt     |
| Zwischensprint             | Galbiate                          | 72,1      |            |          |            |               |
| Bergwertung (3. Kategorie) | Ravellino                         | 78        | 8,9        | 598      | 4,4 %      | unbekannt     |
| Red Bull-Kilometer         | Sirtori                           | 87,1      |            |          |            |               |
| Zieldurchfahrt             | Cesano Maderno                    | 119       |            |          |            |               |
| Zieldurchfahrt             | Cesano Maderno                    | 131,5     |            |          |            |               |
| Ziel                       | Cesano Maderno                    | 144       |            |          |            |               |

## Ergebnis
| \| Etappenergebnis \| Etappenergebnis \| Etappenergebnis \| Etappenergebnis \| Etappenergebnis \| \| Fahrer \| Fahrer \| Land \| Team \| Zeit \| \| --------------- \| --------------- \| --------------- \| --------------- \| --------------- \| |        |      |      |      |
| |        |      |      |      |
| Quelle: ProCyclingStats |        |      |      |      |
| Etappenergebnis |        |      |      |      |
| Fahrer | Fahrer | Land | Team | Zeit |

## Gesamtstände
| \| Gesamtwertung \| Gesamtwertung \| Gesamtwertung \| Gesamtwertung \| Gesamtwertung \| \| Fahrer \| Fahrer \| Land \| Team \| Zeit \| \| ------------- \| ------------- \| ------------- \| ------------- \| ------------- \| |        |      |      |      |
| |        |      |      |      |
| Quelle: ProCyclingStats |        |      |      |      |
| Gesamtwertung |        |      |      |      |
| Fahrer | Fahrer | Land | Team | Zeit |

| Punktewertung | Punktewertung | Punktewertung | Punktewertung | Punktewertung |
| Fahrer        | Fahrer        | Land          | Team          | Punkte        |
| ------------- | ------------- | ------------- | ------------- | ------------- |

| Bergwertung | Bergwertung | Bergwertung | Bergwertung | Bergwertung |
| Fahrer      | Fahrer      | Land        | Team        | Punkte      |
| ----------- | ----------- | ----------- | ----------- | ----------- |

| Nachwuchswertung | Nachwuchswertung | Nachwuchswertung | Nachwuchswertung | Nachwuchswertung |
| Fahrer           | Fahrer           | Land             | Team             | Zeit             |
| ---------------- | ---------------- | ---------------- | ---------------- | ---------------- |

| Mannschaftswertung | Mannschaftswertung | Mannschaftswertung | Mannschaftswertung |
| Team               | Team               | Land               | Zeit               |
| ------------------ | ------------------ | ------------------ | ------------------ |

## Ausgeschiedene Fahrer
- Juan Ayuso (UAE Team Emirates-XRG): wegen Unwohlsein während der Etappe aufgegeben.[2]